# Ömer Yurtseven
Ömer Yurtseven (Tashkent, 19 giugno 1998) è un cestista turco di origine uzbeka, professionista nella NBA.

## Statistiche

### NCAA
| Anno      | Squadra          | PG | PT | MP   | TC%  | 3P%  | TL%  | RP  | AP  | PRP | SP  | PP   |
| --------- | ---------------- | -- | -- | ---- | ---- | ---- | ---- | --- | --- | --- | --- | ---- |
| 2016-2017 | NCSU Wolfpack    | 22 | 14 | 18,9 | 45,7 | 33,3 | 71,9 | 4,4 | 1,2 | 0,2 | 0,7 | 5,9  |
| 2017-2018 | NCSU Wolfpack    | 33 | 22 | 23,8 | 57,2 | 50,0 | 61,3 | 6,7 | 0,5 | 0,5 | 1,8 | 13,5 |
| 2019-2020 | Georgetown Hoyas | 26 | 25 | 27,3 | 53,4 | 21,4 | 75,3 | 9,8 | 1,2 | 0,5 | 1,5 | 15,5 |
| Carriera  | Carriera         | 81 | 61 | 23,6 | 53,9 | 42,6 | 69,3 | 7,1 | 0,9 | 0,4 | 1,4 | 12,1 |

#### Massimi in carriera
- Massimo di punti: 32 vs Samford (21 dicembre 2019)[1]
- Massimo di rimbalzi: 17 vs Samford (21 dicembre 2019)
- Massimo di assist: 4 vs St. John's (2 febbraio 2020)
- Massimo di palle rubate: 3 (2 volte)
- Massimo di stoppate: 5 (4 volte)
- Massimo di minuti giocati: 37 vs North Carolina-Chapel Hill (27 gennaio 2018)

### NBA

#### Regular season
| Anno      | Squadra    | PG  | PT | MP   | TC%  | 3P%  | TL%  | RP  | AP  | PRP | SP  | PP  |
| --------- | ---------- | --- | -- | ---- | ---- | ---- | ---- | --- | --- | --- | --- | --- |
| 2021-2022 | Miami Heat | 56  | 12 | 12,6 | 52,6 | 9,1  | 62,3 | 5,3 | 0,9 | 0,3 | 0,4 | 5,3 |
| 2022-2023 | Miami Heat | 9   | 0  | 9,2  | 59,3 | 42,9 | 83,3 | 2,6 | 0,2 | 0,2 | 0,2 | 4,4 |
| 2023-2024 | Utah Jazz  | 48  | 12 | 11,4 | 53,8 | 20,8 | 67,9 | 4,3 | 0,6 | 0,2 | 0,4 | 4,6 |
| Carriera  | Carriera   | 113 | 24 | 11,8 | 53,5 | 21,4 | 65,3 | 4,6 | 0,7 | 0,2 | 0,4 | 5,0 |

#### Play-off
| Anno     | Squadra    | PG | PT | MP  | TC%  | 3P% | TL%  | RP  | AP  | PRP | SP  | PP  |
| -------- | ---------- | -- | -- | --- | ---- | --- | ---- | --- | --- | --- | --- | --- |
| 2022     | Miami Heat | 9  | 0  | 4,2 | 66,7 | 0,0 | 33,3 | 0,8 | 0,3 | 0,0 | 0,1 | 2,8 |
| 2023     | Miami Heat | 8  | 0  | 2,0 | 28,6 | 0,0 | -    | 0,6 | 0,1 | 0,0 | 0,1 | 0,5 |
| Carriera | Carriera   | 17 | 0  | 3,2 | 56,0 | 0,0 | 33,3 | 0,7 | 0,2 | 0,0 | 0,1 | 1,7 |

#### Massimi in carriera
- Massimo di punti: 22 (2 volte)[2]
- Massimo di rimbalzi: 17 vs Golden State Warriors (3 gennaio 2022)
- Massimo di assist: 8 vs Phoenix Suns (8 gennaio 2022)
- Massimo di palle rubate: 3 vs Washington Wizards (28 dicembre 2021)
- Massimo di stoppate: 2 (5 volte)
- Massimo di minuti giocati: 35 vs Orlando Magic (10 aprile 2022)

### G League
| Anno      | Squadra           | PG | PT | MP   | TC%  | 3P%  | TL%  | RP   | AP  | PRP | SP  | PP   |
| --------- | ----------------- | -- | -- | ---- | ---- | ---- | ---- | ---- | --- | --- | --- | ---- |
| 2020-2021 | Oklahoma Blue     | 14 | 1  | 21,1 | 62,6 | 38,1 | 68,0 | 9,3  | 1,5 | 0,4 | 1,4 | 15,2 |
| 2022-2023 | S. Falls Skyforce | 2  | 2  | 36,0 | 48,9 | 25,0 | 57,1 | 13,5 | 4,0 | 1,0 | 0,5 | 27,5 |
| Carriera  | Carriera          | 16 | 3  | 23,0 | 59,2 | 33,3 | 65,6 | 9,8  | 1,8 | 0,4 | 1,3 | 16,8 |

### Eurolega
| Anno      | Squadra       | PG | PT | MP   | TC%  | 3P%  | TL%  | RP  | AP  | PRP | SP  | PP  |
| --------- | ------------- | -- | -- | ---- | ---- | ---- | ---- | --- | --- | --- | --- | --- |
| 2014-2015 | Fenerbahçe    | 3  | 0  | 1,5  | 100  | -    | -    | 0,3 | 0,3 | 0,0 | 0,0 | 0,7 |
| 2015-2016 | Fenerbahçe    | 8  | 0  | 4,7  | 42,9 | 50,0 | -    | 0,9 | 0,0 | 0,0 | 0,0 | 1,6 |
| 2024-2025 | Panathīnaïkos | 31 | 9  | 14,6 | 62,0 | 40,0 | 70,8 | 4,0 | 0,6 | 0,4 | 0,7 | 8,4 |
| Carriera  | Carriera      | 42 | 9  | 11,8 | 60,8 | 41,7 | 70,8 | 3,1 | 0,5 | 0,3 | 0,5 | 6,5 |

## Palmarès
- Campionato turco: 1

Fenerbahçe: 2015-2016
- Coppa di Turchia: 1

Fenerbahçe: 2016
- Coppa di Grecia: 1

Panathinaikos: 2024-2025